# Johannes Zukertort
Johannes Hermann Zukertort (tiếng Ba Lan: Jan Hermann Cukiertort; 7 tháng 9 năm 1842 - 20 tháng 6 năm 1888) là một kiện tướng cờ vua hàng đầu người Anh gốc Đức. Ông là một trong những người chơi hàng đầu thế giới trong hầu hết các thập niên 1870 và 1880, sau đó thua Wilhelm Steinitz trong Giải vô địch cờ vua thế giới năm 1886, thường được coi là trận đấu Giải vô địch cờ vua thế giới đầu tiên. Ông cũng bị Steinitz đánh bại năm 1872 trong một chức vô địch không chính thức.
Zukertort lấp đầy cuộc đời tương đối ngắn của mình với một loạt các thành tựu khác như một người lính, nhạc sĩ, nhà ngôn ngữ học, nhà báo và nhà hoạt động chính trị. Ông trở thành công dân nhập tịch Vương quốc Anh vào năm 1878.